# Gracze (województwo małopolskie)
Gracze – osada w Polsce położona w województwie małopolskim, w powiecie nowosądeckim, w gminie Kamionka Wielka.
W latach 1975–1998 miejscowość administracyjnie należała do województwa nowosądeckiego.